# Yo te avisé!!
Yo te avisé!! es el segundo álbum de estudio del grupo musical de Argentina Los Fabulosos Cadillacs, grabado y lanzado en 1987. En este álbum se destacan canciones como «El genio del dub» , «Yo no me sentaría en tu mesa», «Yo te avisé» , «Estoy harto de verte con otros» y el hit  «Mi novia se cayó en un pozo ciego».  

## Historia

### Nombre del disco
El disco lleva ese nombre para de alguna forma demostrar que ellos tenían calidad, demostrar que era mentira todo lo que la prensa dijo de ellos por el disco anterior y hacerse notar en el difícil escenario musical argentino y latinoamericano. 

“Se llama así porque sabíamos que iba a ser un éxito. Entre las cosas extramusicales que más nos gustan, una es taparle la boca a los que hablan y no saben nada. Son los que creen que Mercedes Sosa es rockera y eso no es cierto. Nos criticaron desde el principio”.

### Carátula
En una entrevista a Mario Siperman en Argentina, se le pregunta de dónde es la foto del segundo álbum, respondiendo: 

“La de la portada es en el techo de una casa por Olivos, y las fotos del sobre interno es en el barrio de los ferroviarios de Remedios de Escalada”.

### Recepción
A diferencia de lo que pasó con su primer álbum de estudio, éste tuvo una buena aceptación por parte del público y de la prensa, gracias a la canción «El genio del dub» y la cómica canción «Mi novia se cayó en un pozo ciego»(inspirado por la pareja del momento de Giugno, María Carámbula). Alcanzó la certificación de doble disco de platino e hicieron su primera gira musical en Latinoamérica.

## Lista de canciones
| Yo te avise!! |                                     |                                                   |          |  |
| N.º           | Título                              | Escritor(es)                                      | Duración |  |
| 1.            | «El genio del dub»                  | Fernández Capello, Ricciardi, Rotman, Cianciarulo | 5:21     |  |
| 2.            | «Botellas rotas»                    | Cianciarulo                                       | 2:35     |  |
| 3.            | «Mi novia se cayó en un pozo ciego» | Fernández Capello, Rigozzi, Cianciarulo, Giugno   | 3:52     |  |
| 4.            | «Una ciudad llamada vacío»          | Cianciarulo, Rotman                               | 4:07     |  |
| 5.            | «Cadillacs»                         | Rigozzi, Cianciarulo, Fernández Capello           | 2:01     |  |
| 6.            | «Yo no me sentaría en tu mesa»      | Fernández Capello, Pardo, Rotman                  | 2:58     |  |
| 7.            | «Yo te avisé»                       | Fernández Capello                                 | 3:07     |  |
| 8.            | «Muy muy temprano»                  | Cianciarulo, Fernández Capello                    | 5:50     |  |
| 9.            | «Estoy harto de verte de otros»     | Fernández Capello                                 | 4:50     |  |
| 10.           | «Aún los escuchamos cantar»         | Cianciarulo, Ricciardi                            | 4:37     |  |

## Curiosidades
- Las mujeres del coro en algunas canciones de Los Fabulosos Cadillacs, son las mismas mujeres del programa de Susana Giménez que estaban grabando en el mismo estudio para el nuevo programa.[6]
- El disco consta de diez canciones, pero en el sobre interno del LP había una canción más, esta era «Siempre me hablaste de ella», esta canción fue finalmente incluida para el siguiente álbum de estudio El ritmo mundial:

“Era más punkie, diferente en el estribillo y sonaba mejor, pero por estupidez de CBS (Sony) no quedó". Lo que sí quedó -por error- fue la letra del tema dentro del sobre interno que contenía al disco. Afortunadamente “dio a luz” tiempo más tarde, pero las otras canciones no corrieron la misma suerte.”.

## Músicos
- Vicentico: Voz.
- Flavio Cianciarulo: Bajo.
- Aníbal Rigozzi: Guitarra.
- Fernando Ricciardi: Batería.
- Mario Siperman: Teclados
- Naco Goldfinger: Saxofón tenor.
- Sergio Rotman: Saxofón alto
- Daniel Lozano: Trompeta y fliscorno.
- Luciano Giugno: Percusión.
- Laura Hatton, Ana Carfi y Alejandra Martín: Coros.